# John Proctor
John Proctor (30 de marzo de 1632, Inglaterra-19 de agosto de 1692, Salem (hoy Danvers), Massachusetts) fue un rico granjero y tabernero acusado de brujería y ejecutado durante los Juicios de Salem.

## Antecedentes
Hijo de John Proctor, Sr. (1594-1672) y Martha Harper (1607-1667), nacido en Suffolk, Inglaterra. Cuando tenía apenas tres años, embarcó con sus padres rumbo a Nueva Inglaterra a bordo del Susan and Ellen. Se instalaron en Ipswich (Massachusetts), donde su padre prosperó hasta convertirse en uno de los ciudadanos más acomodados del pueblo y ocupó varios cargos públicos.
Proctor hijo también fue un buen hombre de negocios. Alrededor de 1652 se casó con Martha Giddens. Tuvieron cuatro hijos: John (1653-1658), Martha (1655-1658), Maria (1656/57-1657/58) y Benjamin (1659-1720), pero ella murió en el parto del último. El 1 de diciembre de 1662 se volvió a casar con Elizabeth Thorndike (1641-1672), hija de John Thorndike, fundador del pueblo de Ipswich. Tuvieron siete hijos: Elizabeth (1663-1736), Martha (1665-1665), Maria (1667-1668), John (1668-1748), Maria (1669-?) y Thorndike (1672-1759).
En 1666, Proctor se trasladó a Salem, donde arrendó una granja de 700 acres y abrió una taberna en la carretera a Ipswich. Su esposa Elizabeth murió poco después de dar a luz a su último hijo y Proctor se casó por tercera vez con Elizabeth Basett (1651-?), con la que tuvo otros siete hijos, el último póstumo: William (1675- después de 1695), Sarah (1677-1751), Samuel (1685-1765), Eliseo (1687-1688), Abigail (1689-después de 1695), Joseph (1691-?) y John (1693-1745).
Elizabeth y sus hijos mayores atendían la taberna, mientras Proctor y Benjamin se centraban en sus extensas propiedades en Ipswich y Salem. Giles Corey tenía muchas disputas de tierra con sus vecinos. Presentó una demanda contra Proctor, que sugiere que Corey incendió la casa de Proctor, lo que más tarde confesó un yerno de Corey.

## Arresto, condena y ejecución
John Proctor, descrito como un hombre de gran tamaño y carácter franco, se opuso a las acusaciones, sobre todo tras el arresto de Rebecca Nurse, como muchos, pero él era de los pocos que se atrevía a decirlo abiertamente.
Cuando Elizabeth Proctor fue acusada de brujería, John Proctor salió en defensa de su esposa y fue acusado también. Sus principales acusadoras fueron Abigail Williams, Mary Walcott y su propia sirvienta Mary Warren. Proctor dudó ante el tribunal de la veracidad de la "evidencia espectral" presentada en su contra. 32 vecinos firmaron una petición a su favor, afirmando que Proctor había vivido "una vida cristiana en su familia y estaba siempre dispuesto a ayudar a los que se encontraban en necesidad".
Los Proctor fueron juzgados el 5 de agosto de 1692 y declarados culpables. Mientras se encontraban en prisión, el sheriff confiscó sus propiedades. Su ganado fue vendido a bajo precio, sacrificado o enviado a las Indias Occidentales y los barriles de cerveza de la taberna vaciados, dejando a sus hijos sin medios de subsistencia.
Proctor fue ahorcado el 19 de agosto y la ejecución de Elizabeth aplazada pues se encontraba embarazada. En enero de 1693 dio a luz en prisión a su hijo John pero no fue liberada hasta mayo, cuando lo fueron todos los presos todavía encarcelados.

## Después de los juicios
Elizabeth, al haber sido condenada, no podía reclamar las propiedades de su marido. Solicitó una revocación para recuperar sus derechos legales, pero no fue estimada hasta siete años después. Apeló en junio de 1696 y en septiembre volvió a casarse con Daniel Richards. El 19 de abril de 1697 el Tribunal de Sucesiones ordenó a sus hijastros devolverle la dote.
El 2 de marzo de 1703 parientes de los ejecutados y supervivientes de los juicios, entre ellos Elizabeth, presentaron peticiones para la revocación de las acusaciones, pidiendo que "algo pueda hacerse públicamente para quitar la infamia de los nombres". En junio presentaron más peticiones, entre ellas las de once ministros eclesiásticos, para reconsiderar las condenas y restablecer el buen nombre de los ciudadanos.
Más peticiones en ese sentido fueron presentadas en 1705 y 1709. En mayo de 1710 la legislatura nombró un comité para escucharlas. Después de muchos retrasos, el Tribunal General aprobó el proyecto y el 17 de octubre de 1711 invirtió el juicio contra las personas nombradas en las peticiones. Siete personas condenadas por las que nadie firmó no fueron incluidas en el perdón y compensaciones.
Los herederos de Proctor, Elizabeth, sus hijos e hijastros recibieron un total de 1.500 libras, mucho más que cualquier otra familia implicada, lo que podría indicar su riqueza. Thorndike Proctor compró la granja arrendada tras el ahorcamiento de su padre y sus descendientes vivieron allí hasta mediados del siglo XIX.

## El crisoloLas brujas de Salem
En la obra teatral inspirada en el caso, El crisol o Las brujas de Salem, de Arthur Miller, John Proctor es uno de los personajes principales. Sin embargo, su presentación dista mucho de la historia real:
- Se lo muestra como un hombre de treinta años, cuando en realidad tenía sesenta, y a Abigail Williams como de diecisiete, cuando al momento de los juicios era una niña de once.
- Se revela que Proctor tuvo un romance secreto con Abigail. Como resultado, Abigail acusa a Elizabeth Proctor de brujería por celos. En realidad, Elizabeth Proctor fue acusada inicialmente por Ann Putnam, alegando el 6 de abril que el espectro de Proctor la atacaba. Fue acusada por Abigail el 14 de abril y después por Mercy Lewis.
- No hay ninguna evidencia histórica de que Abigail conociera a Proctor antes de los juicios.[5]

En las adaptaciones cinematográficas de la obra en 1957 y 1996, fue interpretado respectivamente por Yves Montand y Daniel Day-Lewis.